# Gare de La Faloise
Gare de La Faloise vasútállomás Franciaországban, La Faloise településen.

## Vasútvonalak
Az állomást az alábbi vasútvonalak érintik:
- Párizs-Lille-vasútvonal

## Kapcsolódó állomások
A vasútállomáshoz az alábbi állomások vannak a legközelebb:
- Gare de Breteuil-Embranchement
- Gare d’Ailly-sur-Noye